# Gian Filippo Felicioli
Gian Filippo Felicioli (ur. 30 września 1997 w San Severino Marche) – włoski piłkarz występujący na pozycji obrońcy we włoskim klubie Ascoli. Wychowanek Milanu, w trakcie swojej kariery grał także w takich zespołach, jak Hellas Verona, Perugia oraz Venezia. Młodzieżowy reprezentant Włoch.